# Peptydy

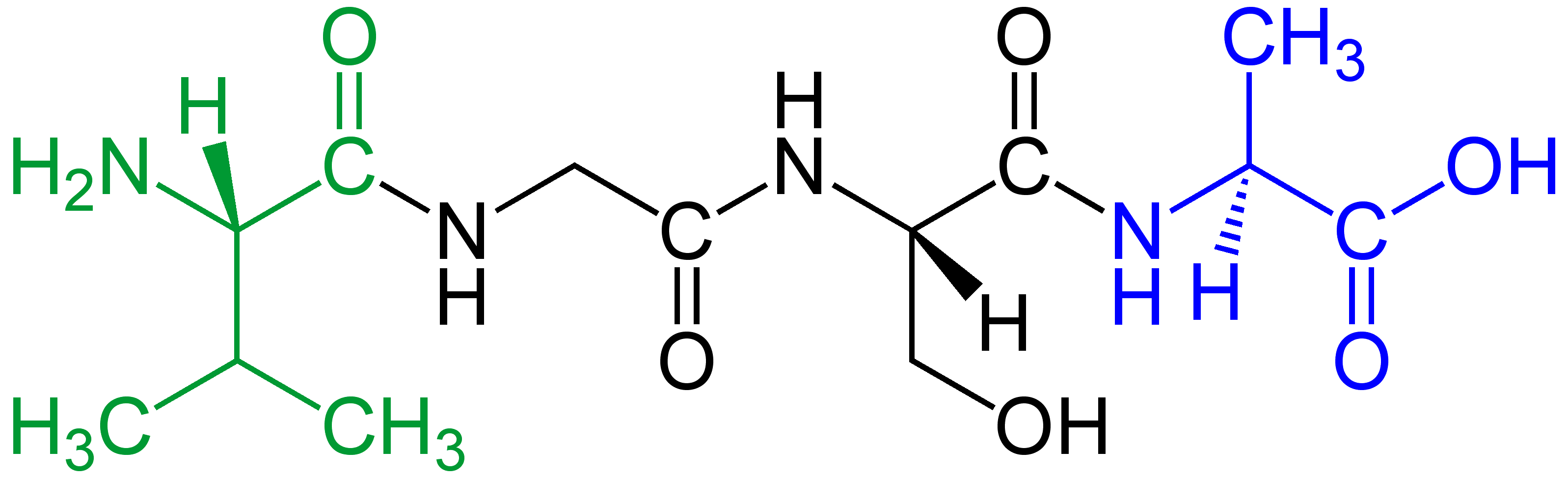
Oligopeptydy

Peptydy (gr. πεπτίδια, strawne) – organiczne związki chemiczne, amidy powstające przez połączenie dwóch lub więcej cząsteczek aminokwasów wiązaniem peptydowym. Krótkie peptydy o długości do ok. 10 reszt aminokwasowych określa się jako oligopeptydy, łańcuchy dłuższe to polipeptydy lub białka. Granica między polipeptydami a białkami może być wyznaczana na podstawie masy cząsteczkowej i lokowana jest ona wówczas w okolicach 10 kDa (ok. 90 reszt aa) lub według kryterium funkcjonalności – polipeptydem jest wówczas dowolny dłuższy łańcuch aminokwasowy, który może stać się funkcjonalnym białkiem po uzyskaniu odpowiedniej struktury przestrzennej.
W organizmach żywych łańcuch peptydowy powstaje podczas biosyntezy białek w procesie translacji. Peptydy mogą być też otrzymywane na drodze syntezy chemicznej.